# Masoud Kimiay
Masoud Kimiai (en persa: مسعود کیمیایی‎, Teherán, 1941) es un director de cine, guionista y productor iraní nominado entre otros premios a Oso de Oro el año 1991 en el Festival Internacional de Cine de Berlín per Dandan-e-mar. Consiguió una gran repercusión en 1969, cuando dirigió su segunda película, Qeysar, que está considerada un punto de inflexión en el cine iraní.

## Biografía
Massoud Kimiay tiene una infancia difícil y agitada: a menudo terminó involucrado en peleas que terminaron en la comisaría de policía. Luego, vuelve su energía hacia los libros y lee vorazmente, especialmente libros sobre el cine, y recorre los estudios buscando trabajo. Durante estas visitas, se encontrará con el director Samuel Khachikian, quien le da sus primeras lecciones de realización haciéndolo su asistente en 1965. Hará sus primeras obras independientes haciendo comerciales para películas estadounidenses.
Kimiay comenzó su carrera como asistente de dirección e hizo su debut en Come Stranger, el año 1968. Con su segunda película, Qeysar (1969), él y Dariush Mehrjui con La película La vaca, causaron un cambio histórico en la industria cinematográfica iraní, la película de Dariush Mehrjui con más valores artísticos ha mantenido su nivel de grandeza a través de la historia del cine iraní. Qeysar se convirtió en un gran éxito en la taquilla y abrió el camino a los cineastas jóvenes y talentosos que nunca tuvieron una oportunidad en la industria.
Sus películas tratan de personas al margen de la sociedad con sus personajes antihéroes que mueren al final. Muchos directores de películas comerciales imitaron su Kaiser / Qeysar durante aproximadamente seis años, pero en la última década se está enfocando en jóvenes antagonistas. Por lo general, escribe sus guiones, utilizando diálogos de jerga basados en el dialecto popular tradicional, pero algunos iraníes consideran que esos diálogos son poco realistas y raros.
En 1991, fue galardonado con un premio en el 41° Festival Internacional de Cine de Berlín por su Snake Fang. Este no fue su único premio internacional. En el Festival Internacional de Cine de El Cairo en 1979 obtuvo de la Organización Católica Internacional para el Cine ( OCIC ), el Premio OCIC por su película El viaje de la piedra. El jurado internacional de OCIC dio su premio a esta película porque The Journey of the Stone denunciaba la explotación de la humanidad por la misma humanidad y pidió un orden social más justo. Crimen dirigido por Kimiai Winner Crystal Simorgh 
fue considerada la Mejor película en el Festival Internacional de Cine de Fajr del año 2011.
Masoud Kimiay ha estado casado tres veces. Estuvo casado con la fallecida cantante de música pop iraní Giti Pashaei hasta 1991, luego se casó con otra cantante pop iraní Googoosh.

## Filmografía
- Come Stranger, 1968
- Qeysar, 1969
- Reza Motorcyclist  (1970)
- Dash Akol, 1971
- The Soil, 1973
- Baluch, 1972
- Gavaznha, 1974
- The Horse (short film)

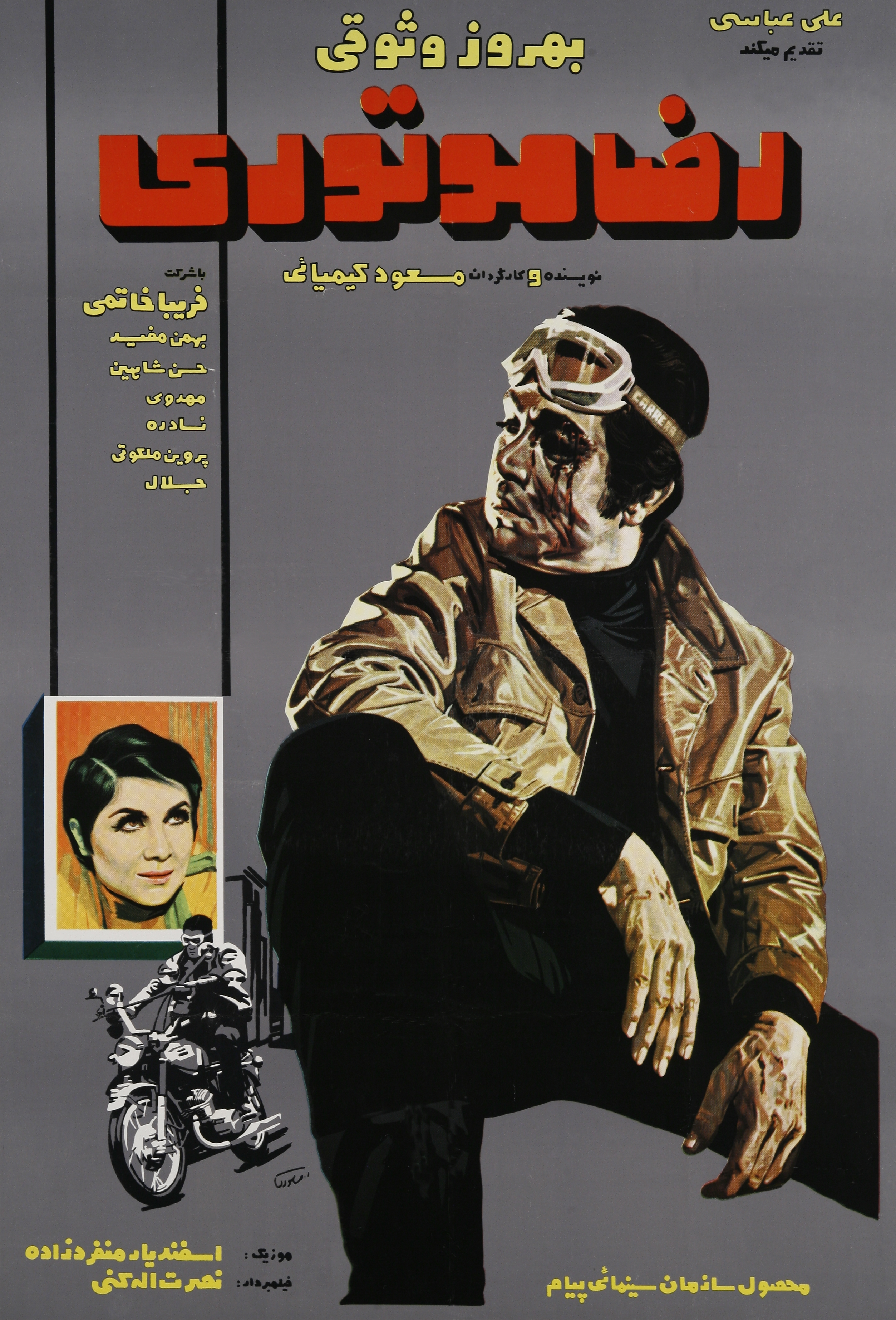
Póster de la película Reza Motorcyclist de 1970.

- The Oriental Boy (short film), 1974
- Ghazal, 1976
- The Journey of the Stone, 1978
- The Red Line, 1982
- The Blade and the Silk, 1987
- The Lead, 1988
- Snake Fang, 1990
- The Sergeant, 1991
- The Wolf's Trail, 1992
- Ziafat, 1995
- Tejarat, 1995
- Soltan, 1996
- Mercedes, 1998
- Faryad, 1999
- Eteraz, 2002
- Friday Soldiers, 2004
- Verdict, 2005
- The Boss, 2006
- Trial on the Stre, 2009
- Crime, 2011
- Qeysar 40 saal baad (Documental), 2011
- Metropole, 2014
- Ghatel-e Ahli, 2016

## Premios
- Nominado Crystal Simorgh Mejor Director Festival Internacional de Cine de Fajr 2000
- Ganador Premio especial del jurado Festival Internacional de Cine de Montreal 1992
- Mención de Honor en el 41 Festival Internacional de Cine de Berlín 1991
- Nominado Crystal Simorgh Mejor Trailer Festival Internacional de Cine de Fajr 1989
- OCIC Organización Católica Internacional para el Cine 1979
- Ganador del premio al mejor director Festival Internacional de Cine de El Cairo 1979
- Ganador Silver Medal International Filmfestival Mannheim-Heidelberg 1976
- Mejor guion Tashkent International Film Forum 1971
- Mejor película y guionista Sepas Film Festival 1969
- Mejor director Sepas Film Festival 1969

## Literatura
- Jassadhaye Shishe-ei (Novela)
- Hassad Bar Zendegi Ein-al-Qozat (Novela)
- Zakhm Aql (Poesía)